# 呂佐夫-霍爾姆灣
呂佐夫-霍爾姆灣（挪威語：Lützow-Holmbukta）是南極洲的海灣，位於毛德皇后地，處於里瑟-拉森半島和弗拉特韋爾群島之間，全長約120英里，該海灣在1931年2月被發現。